# Arquata Scrivia
Arquata Scrivia (piemontesisch Arquà, ligurisch Arquâ, im lokalen Dialekt Auquâ) ist eine italienische Gemeinde in der Provinz Alessandria (AL) der Region Piemont.

## Lage und Einwohner
Die Gemeinde liegt 35 Kilometer südöstlich von der Provinzhauptstadt Alessandria entfernt auf einer Höhe von 248 m über dem Meeresspiegel. Das Gemeindegebiet umfasst eine Fläche von 23,36 km² und hat 6297 (Stand 31. Dezember 2023) Einwohner. Durch das Gemeindegebiet fließt der Fluss Scrivia. Die Gemeinde besteht aus den Ortsteilen Rigoroso, Varinella und Vocemola.
Die Nachbargemeinden sind Gavi, Grondona, Isola del Cantone (GE), Serravalle Scrivia und Vignole Borbera.

### Verkehrsanbindung
Arqua Scrivia hat zusammen mit Vignole Borbera einen Anschluss an die Autostrada A7, die zwischen den beiden Gemeinden verläuft. Die Staatsstraße 35 verläuft durch die Ortschaft. Sie hat einen Bahnhof an den Bahnstrecken Turin-Genua und Mailand-Genua.

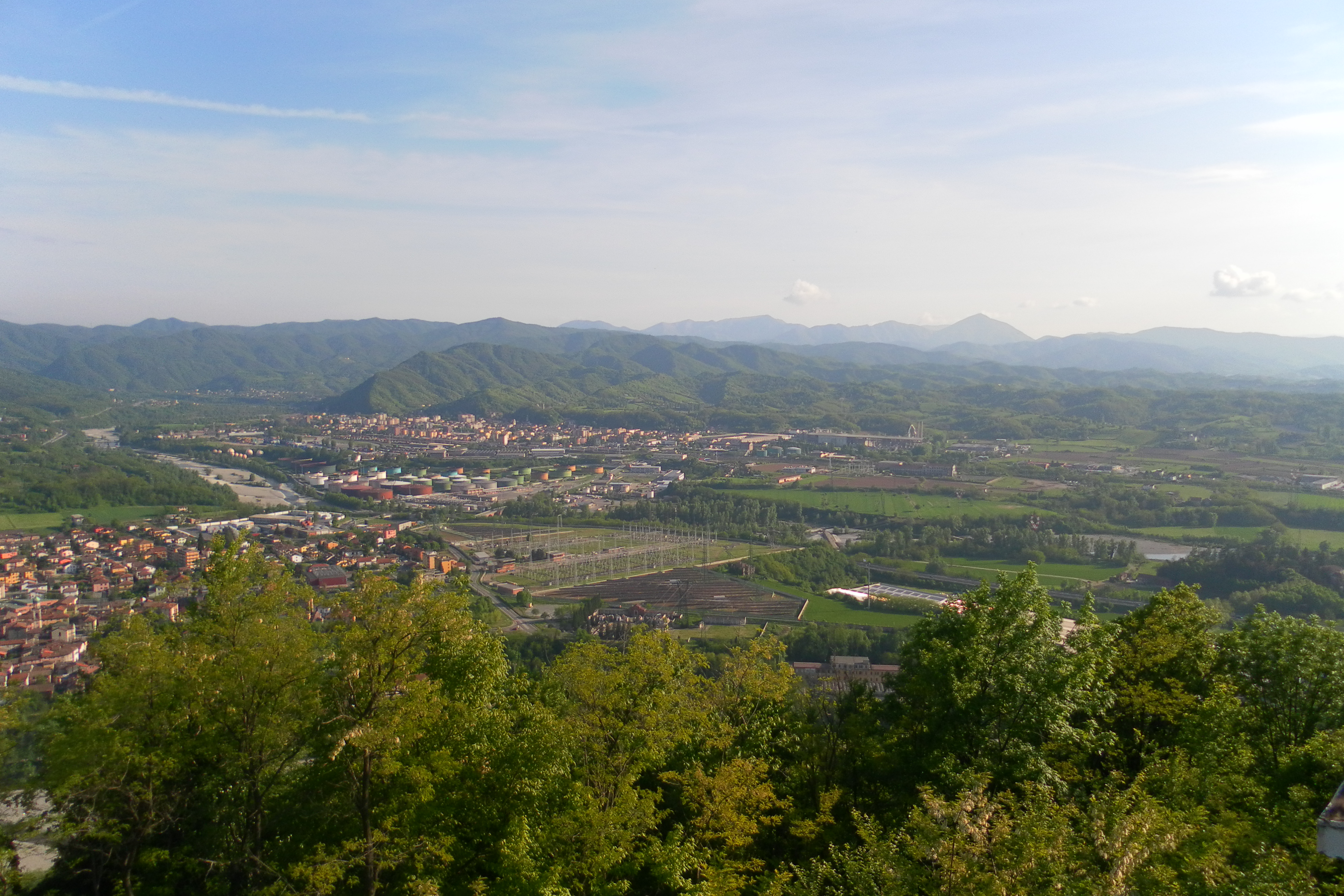
Blick vom „Montespineto“ auf Arquata Scrivia

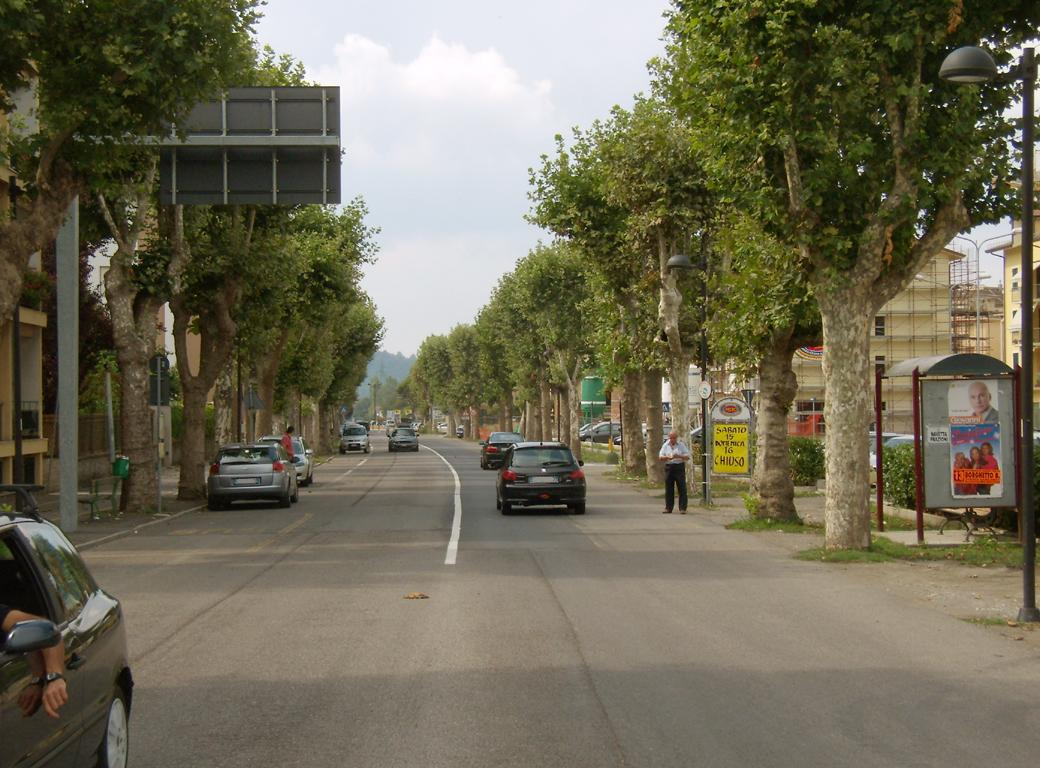
Die Via Roma in Arquata Scrivia

## Geschichte

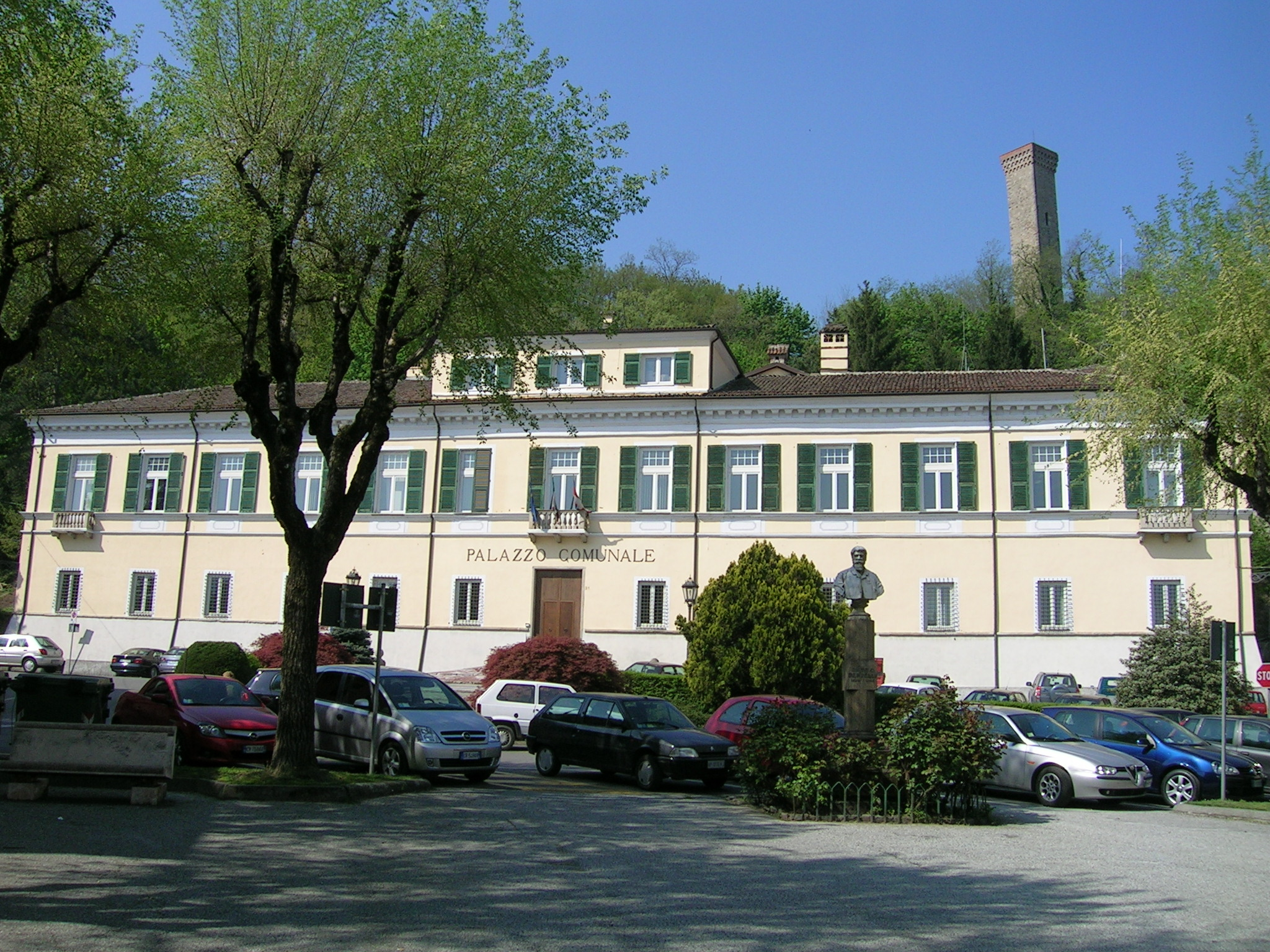
Der Spinola Palast, heute Gemeindeverwaltung, mit dem antiken Turm im Hintergrund.

Der Ortsname scheint von einem antiken Aquädukt abgeleitet zu sein, das auf Bögen ruht. Aus diesen entstanden die Namen „Arquata“, „Arquada“, „Arcada“ und „Arcata“, die alle auf das lateinische ARCUATUS zurückzuführen sind. Weitere Varianten sind die von „Arquaria“ und „Alquarius“. Seine Ursprünge reichen bis ins Mittelalter zurück. Im 9. Jahrhundert ging es in den Besitz der Abtei Sant'Ambrogio von Mailand über, bis es im folgenden Jahrhundert zunächst der Familie Este und dann der Gemeinde Tortona übergeben wurde.
Es folgten jahrelange Kämpfe zwischen Alessandria, Alba und Tortona gegen Genua, in denen die Dorfburg freiwillig zerstört wurde. Im Jahr 1310 wurde es aus finanziellen Gründen an Opicino Spinola aus Genua verkauft, der neue Gebiete erobern und so den internen Kämpfen zwischen Welfen und Ghibellinen entgehen wollte. Unter der genuesischen Herrschaft, die 1797 endete, war es in die Kriege der Familie Spinola gegen die Seerepublik verwickelt. 1796 war das Jahr der Plünderung durch die Franzosen. Später wurde es unter Napoleon Teil des fünften Kantons Bassa Scrivia und nach seiner Niederlage Teil des Königreichs Sardinien.
Am 6. August 1917 entgleiste aus unbekannter Ursache im Bahnhof Arquata Scrivia der Schnellzug von Genua nach Mailand. Drei Wagen stürzten um, drei weitere wurden zertrümmert. 34 Menschen starben, 100 wurden verletzt.

## Sehenswürdigkeiten
- Der alte Dorfteil, der durch zwei Tore zugänglich ist, eines mit Spitzbogen und eines mit Spitzbogen, bekannt als „Logge“, reich an Häusern aus dem 15. Jahrhundert, mittelalterlichen Brunnen sowie gotischen und romanischen Bögen.
- Die Pfarrkirche San Giacomo und Sant'Antonio; der nach dem Maler der genuesischen Schule Sante Bertelli aus dem 19. Jahrhundert benannte Platz.
- Der Spinola-Palast, heute Sitz der Gemeindeverwaltung.
- Das Grafogliati-Haus aus dem 15. Jahrhundert mit seinen gotischen Bögen und Rahmen.
- Der 22 Meter hohe antike Turm ist der Rest der alten Festung. Der zunehmend baufällige Turm wurde am 29. Oktober 1933 von einem Blitz in einen Teil der Ostecke getroffenb und schleuderte große Steine weit weg.[5]
- Das Dallegri-Haus.

## Töchter und Söhne der Gemeinde
- Mino De Rossi (1931–2022), Radrennfahrer
- Peppe Servillo (* 1960), Sänger, Songwriter und Schauspieler